# Antofagasta
Antofagasta är en stad i Chile och är huvudstad i regionen Antofagasta och provinsen Antofagasta. Folkmängden uppgick till cirka 350 000 invånare vid folkräkningen 2017. Staden är ett viktigt handelscentrum och exporthamn för salpeter, och har järnvägsförbindelser med Oruro i Bolivia och Salta i Argentina (en av få övergångar över Anderna mellan Chile och Argentina). Staden har en internationell flygplats, Andrés Sabella Gálvez.
Antofagasta grundades av Bolivia 1868. Staden och regionen erövrades av Chile från Bolivia i salpeterkriget 1879-1883. Då Bolivia förlorade sin tillgång till Stillahavskusten i kriget råder det fortfarande en konflikt om området. Bolivia kallar området Litoral Boliviano.
I Antofagasta fanns ett svenskt vicekonsulat 1881-1991.  